# Crocidura paradoxura
Crocidura paradoxura es una especie de musaraña (mamífero placentario de la familia Soricidae).

## Distribución geográfica
Es endémica de Sumatra.

## Estado de conservación
La desforestación (causada por la expansión agrícola, la extracción de madera y los asentamientos humanos) representa su amenaza más importante.